# Джованна Діаманте
Джованна Діаманте (порт. Giovanna Diamante, 26 червня 1997) — бразильська плавчиня. Призерка Олімпійських Ігор 2014 року, учасниця 2020 року. Переможниця Панамериканських ігор 2019 року. Чемпіонка Південної Америки з плавання 2018 року.
На літніх юнацьких Олімпійських іграх 2014 року в Нанкіні вона виграла срібну медаль у змішаній естафеті 4 × 100 м вільним стилем.  
На Панамериканських іграх -2019 у Лімі, Перу, вона виграла золоту медаль у змішаній естафеті 4 × 100 метрів, та бронзову медаль у жіночій естафеті 4 × 100 метрів. Вона також посіла четверте місце у жіночому бігу на 100 метрів батерфляєм. 
Вона отримала право представляти Бразилію на літніх Олімпійських іграх 2020 року.